# Bulol

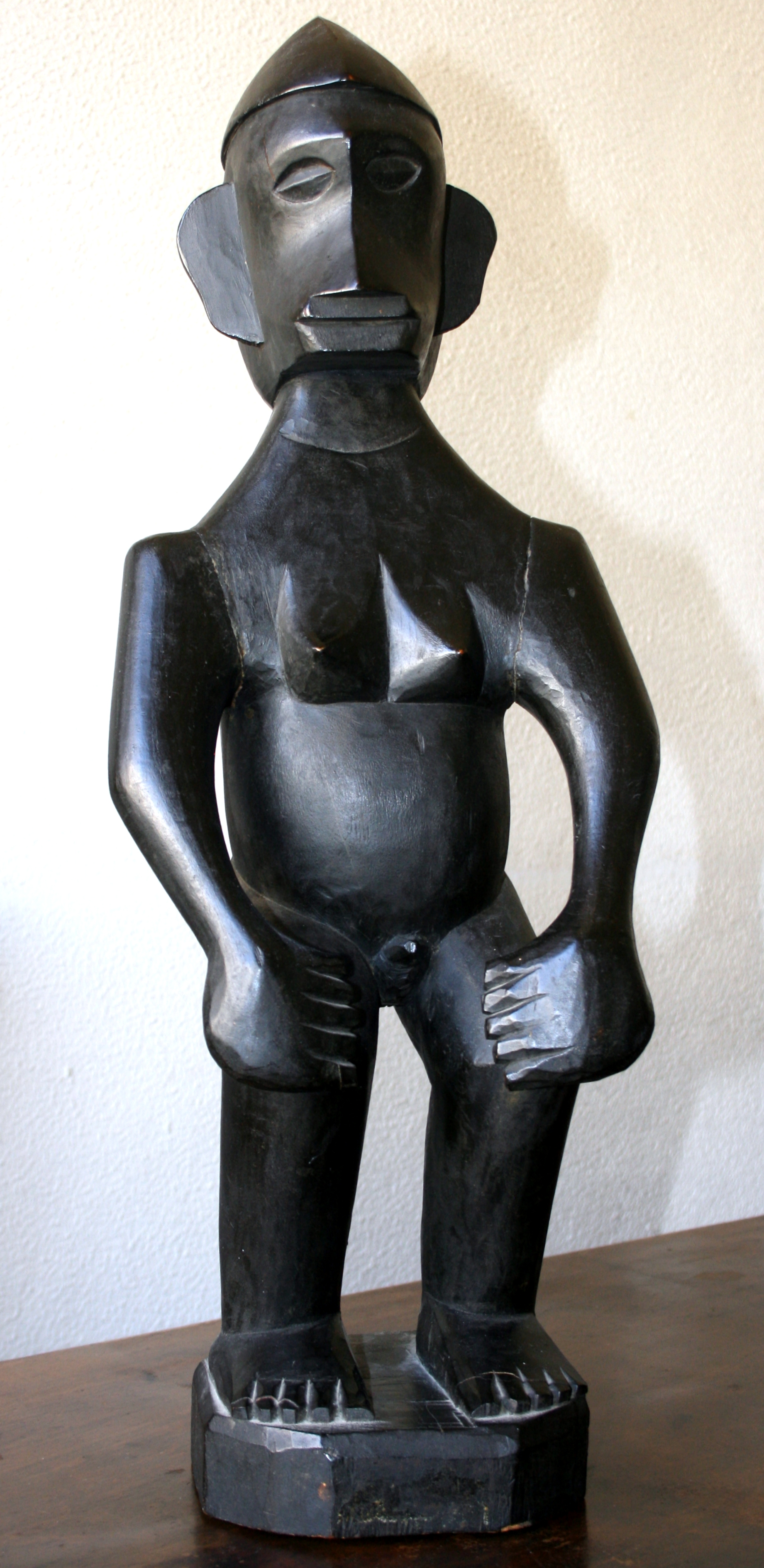
Bulol de Ifugao, siglo xix

Los bulol —o bulul— son figuras antropomórficas de bulto redondo muy estilizadas, generalmente construidas de madera, propias de la cultura de los ifugaos, en la cordillera central, al norte de la isla de Luzón en las Filipinas. Representan a los espíritus de los antepasados o divinidades del arroz y de los graneros. 
Protectores de los graneros, se guardan en ellos para asegurar la cosecha de arroz y con cada cosecha se les ofrendan sacrificios con sangre de gallinas o cerdos para asegurar la fertilidad de los campos y evitar las catástrofes meteorológicas. Son esos baños de sangre los que con el paso del tiempo dotan a la figura del bulol de una pátina de color negro. Normalmente los bulol se presentan formando parejas, uno con rasgos masculinos y otro de aspecto femenino, y se construyen siguiendo un ritual establecido y bajo la dirección de un sacerdote o jefe espiritual a fin de dotarlos del poder necesario para el cumplimiento de su función. Como los campos de arroz que protegen, son heredados por el primogénito de la familia.